# Tristam Shandy (A Cock and Bull Story)
Tristam Shandy (A Cock and Bull Story) és una pel·lícula britànica del gènere comèdia, dirigida per Michael Winterbottom, estrenada l'any 2005. Ha estat doblada al català.

## Argument
Tristam Shandy (A cock and bull story) és un "film dins un film", amb Steve Coogan i Rob Brydon fent el seu propi paper d'actors principals, en el rodatge d'una adaptació cinematogràfica de la novel·la Vida i opinions de Tristram Shandy de Laurence Sterne.
La major part del film és dedicada al rodatge del film seguint l'actuació dels dos actors principals. Seqüències que relaten la vida de Tristram Shandy entretallen les escenes de rodatge: concepció, naixement i bateig; experiències de l'oncle Toby a la batalla de Namur; circumcisió accidental de Tristram a l'edat de 3 anys; escena final de la novel·la, amb la frase de Yorick: « It is a story about a Cock and a Bull - and the best of its kind that ever I heard! », (és una història sense cap ni peus - i la millor d'aquest gènere que mai haver-lo sentit!)
L'especificitat del film és generar constantment una situació còmica gràcies als actors que d'una banda, han de transcriure tan fidelment com sigui possible una novel·la reputada inadaptable, i d'altra banda jugar amb les dificultats tècniques, personals i relacionals que s'encadenen a un ritme constant

## Repartiment
- Steve Coogan: Tristram Shandy / Walter Shandy / Steve Coogan
- Rob Brydon: Captain Toby Shandy / Rob Brydon
- Keeley Hawes: Elizabeth Shandy / Keeley Hawes
- Shirley Henderson: Susannah / Shirley Henderson
- Gillian Anderson: Widow Wadman / Gillian Anderson
- Dylan Moran: Dr. Slop / Dylan Moran
- David Walliams: Curate
- Stephen Fry: Parson Yorick / Patrick Curator
- Jeremy Northam: Mark (director)
- Ian Hart: Joe (guionista)
- James Fleet: Simon (productor)
- Benedict Wong: Ed
- Naomie Harris: Jennie
- Kelly Macdonald: Jenny
- Ashley Jensen: Lindsay

## Crítica
- "Evoca meravellosament la vida en un set de cinema, que durant unes setmanes o mesos crea la seva pròpia 'societat' tancada. (...) Puntuació: ★★★★ (sobre 4)."[4]
- "No és una pel·lícula dins d'una pel·lícula, sinó una pel·lícula dins d'una pel·lícula dins d'una pel·lícula, sona a insuportablement retorçada, però és lleugera, divertida i sorprenentment poc pretensiosa."[3]
- "És realment original, i estranya, i meravellosament entretinguda. (...) Puntuació: ★★★ (sobre 4)."[5]